# Mostaccino
Mostaccini är ett lombardiskt bakverk typiskt för Crema i Italien. Mostaccino används huvudsakligen vid beredningen av fyllningen av tortelli cremaschi; den innehåller muskotnöt, kanel, kryddnejlika, koriander, stjärnanis, svartpeppar och kakao och har en kryddig smak.

## Historia
Mostaccino var redan känt i 1600-talets kök. Den finns numera bara i staden Crema och dess omgivningar.